# Francesco Gabriele
Francesco Gabriele (20 de febrero de 1981) es un deportista italiano que compitió en remo. Ganó dos medallas de plata en el Campeonato Mundial de Remo, en los años 2006 y 2007.

## Palmarés internacional
| Campeonato Mundial | Campeonato Mundial | Campeonato Mundial | Campeonato Mundial |
| Año                | Lugar              | Medalla            | Prueba             |
| ------------------ | ------------------ | ------------------ | ------------------ |
| 2006               | Eton (Reino Unido) | Medalla de plata   | Dos con timonel    |
| 2007               | Múnich (Alemania)  | Medalla de plata   | Dos con timonel    |